# フレンキシェ・レーツァト川
フレンキシェ・レーツァト川（フレンキシェ・レーツァトがわ、Fränkische Rezat、フランケンのレーツァト川）は、全長65km。レドニッツ川左岸、すなわち西側の源流で、ドイツ、バイエルン州ミッテルフランケンを流れる川。

## 行程
この川は、フランケン高原ペータースベルク山（標高504m）の南斜面、オーバーダハシュテッテンからわずかに北西の標高452mの地点から湧出する。フレンキシェ・レーツァト川は、南東方向へ向かい、オバーダハシュテッテン、レールベルク、アンスバッハ、ザクセン・バイ・アンスバッハ、リヒテナウ、ヴィンツバッハ、シュパルトの町を流れ下る。標高差約110mを下り、ゲオルゲンスグミュントでシュヴェービシェ・レーツァト川（シュヴァーベンのレーツァト川）と合流し、レドニッツ川となる。レドニッツ川はフュルトでペグニッツ川と合流してレグニッツ川となり、レグニッツ川はバンベルクでマイン川に注ぐ。
フレンキシェ・レーツァト川は、ヨーロッパ大分水界の北側に位置する。

## 川沿いの町
- オーバーダハシュテッテン
- レールベルク
- アンスバッハ
- ザクセン・バイ・アンスバッハ
- リヒテナウ
- ヴィンツバッハ
- シュパルト
- ゲオルゲンスグミュント

## 文献
- Werner A. Widmann: "Fränkische + Schwäbische Rezat: Flusstäler in Franken", ISBN 3-922175-28-7

 （上記の文献は、ドイツ語版の参考文献として挙げられていたものであり、日本語版作成に際して直接参照はしておりません。）